# Gleeson
Pour les articles homonymes, voir Gleeson (homonymie).

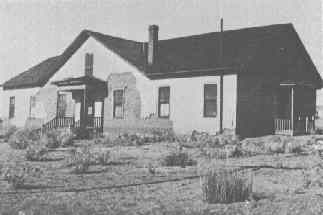
L'hôpital de Gleeson en 1925.

Gleeson est une ville fantôme située dans le comté de Cochise, en Arizona aux États-Unis, sur le versant est des montagnes Dragoon 10 miles à l'ouest de la Route 191. La ville de Gleeson (à l'origine un camp appelé « Turquoise » du nom de la pierre extraite dans la région) a été fondée en 1900 lorsque John Gleeson a enregistré une nouvelle exploitation minière et ouvert la mine de Belle Copper. Par la suite, un bureau de poste fut ouvert le 15 octobre 1900, fondant un village d'environ 500 personnes employées dans des mines principalement de cuivre, bien que furent également découverts des gisements de plomb, de zinc et d'argent. D'autres mines, d'argent celles-ci, furent ouvertes dans la région, dont la mine Belle, Brother Jonathan, Pejon, et The Defiance.
En 1912, un incendie détruit 28 bâtiments, mais la ville fut reconstruite.
La production de cuivre a prospéré tout au long de la Première Guerre mondiale, mais les mines fermèrent dans les années 1930 et le bureau de poste fut fermé le 31 mars 1939. Bien que plusieurs familles vivent encore sur le site, Gleeson est une ville fantôme. Les visiteurs peuvent y découvrir les ruines d'un hôpital, un saloon, une prison, la fondation de l'école du village et les preuves de la grande exploitation minière dans les collines environnantes près de la ville. Le cimetière est situé à l'ouest de la ville sur la route de Tombstone, en Arizona qui se trouve à environ 15 miles au sud-ouest de Gleeson.